# Ericeia subcinerea
Ericeia subcinerea är en fjärilsart som beskrevs av Pieter Cornelius Tobias Snellen 1880. Ericeia subcinerea ingår i släktet Ericeia och familjen nattflyn. Inga underarter finns listade i Catalogue of Life.